# آدولف فان در فورت فان زیپ
آدولف فان در فورت وان زیپ (به هلندی: Adolf van der Voort van Zijp) ورزشکار مرد رشتهٔ سوارکاری اهل کشور هلند است. وی در بین سال‌های ‎۱۹۲۴ تا ۱۹۲۸ میلادی در مسابقات بازی‌های المپیک تابستانی در مجموع ۳ مدال طلا را کسب کرد.